# 有限被覆法
有限被覆法 (ゆうげんひふくほう、Finite Cover Method、FCM) とは、メッシュフリー法の一つであり、Shiにより提案されたManifold法と等価な近似性能を有する一般化有限要素法である。

## 特徴

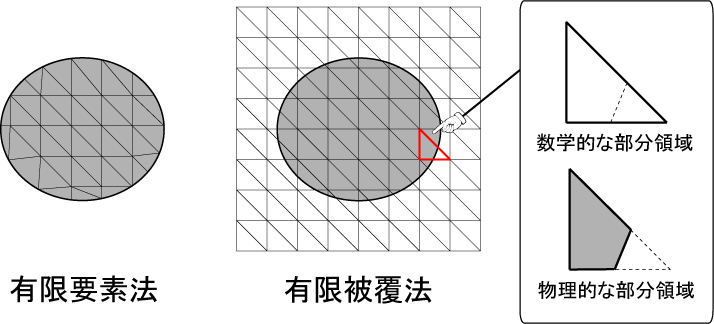
有限要素法と有限被覆法

有限被覆法では、「近似関数を定義する数学的な部分領域（有限要素法でいう要素）」と「支配方程式を満足すべき物理的な部分領域」を独立に定義できる。この両者を一致させた特別な場合は有限要素法と等価であるため、有限要素法の一般化解析法として考えてもよい。弱形式化した支配方程式に離散化した未知変数を代入するまでの手順は有限要素法と同様であるが、支配方程式を満足すべき積分領域は必ずしも近似関数を設定する領域と一致しない。つまり、外部境界上に有限要素法でいう節点を配置させる必要がないため、複雑な形状の物体を構造格子で解析ができる、あるいは任意の方向に進展する不連続場の表現が可能となる。

## Manifold法との違い
Manifold法は、不連続性体解析に特化した手法であったDiscontinuous Deformation Analysis（DDA）をベースとし、連続体解析までを統一して扱えるようにした手法である。有限被覆法の特徴である数学領域と物理領域の両者を独立に定義する手法自体はManifold法が先に提案したものであり、両者は等価なものである。

## 長所と短所
長所
- 節点の再配置（＝リメッシュ）を行わなくても、大変形、亀裂進展、自由表面流れの解析が可能。
- 解析対象の形状に沿った要素分割を行う必要がなく、モデルの生成が容易。

短所
- 基本境界面（ディリクレ境界面）と数学的な領域が一致しない場合は、境界条件を明示的に付加できない。このとき、ペナルティ法、不連続ガラーキン法、ラグランジュの未定乗数法などの特別な処理が必要 である。
- 領域積分に工夫が必要である。